# Великий зсув голосних
Великий зсув голосних (англ. Great Vowel Shift) — значна зміна вимови в англійській мові, що відбулася між 1350 та 1700 роками й призвела до розходження між написанням та звучанням англійських слів. Термін запровадив данський філолог Отто Єсперсен. Написання англійських слів було стандартизоване між 15 і 16 століттям і відстало від зміни вимови.

## Зміни
Зміни в основному відбулися з довгими голосними. Дві голосні з найвищим положенням язика стали дифтонгами, при вимові п'яти інших язик піднявся вгору, а в одному випадку пересунувся вперед.
- Середньоанглійське [aː] (ā) пересунулося вперед і стало [æː], а потім перейшло в [ɛː], [eː] і в багатьох діалектах стало дифтонгом [eɪ] (як у слові make). [a:], про яке йдеться, ще раніше видовжилося у відкритих складах від короткого староанглійського a, або було запозичене з французької, тоді як початкове староанглійське ā змінилося на [ɔː].
- Середньоанглійське [ɛː] піднялося до [eː], а потім набрало звучання сучасного [iː] як у слові beak.
- Середньоанглійське [eː] піднялося до сучасного [iː] як у слові feet.
- Середньоанглійське [iː] стало дифтонгом [ɪi], потім, мабуть, [əɪ], і нарешті сучасним [aɪ] як у слові mice.
- Середньоанглійське [ɔː] піднялося до [oː], а у вісімнадцятому столітті стало сучасним [oʊ] або [əʊ] (як в слові boat).
- Середньоанглійське [oː] піднялося до сучасного [uː] як у слові boot.
- Середньоанглійське [uː] стало дифтонгом [ʊu], потім [əʊ] і, нарешті, сучасним [aʊ] як у слові mouse. Перед губними приголосними зсуву не було, і [uː] залишилося, як у словах soup та room (в середньоанглійській це слово писалося roum).

Це означає, що голосна в англійському слові same вимовлялася в середньоанглійській [aː]; голосна в слові feet вимовлялася як [eː]; голосна в слові wipe була [iː] (як у сучасному weep); голосна в слові boot була [oː]; а голосна в слові mouse вимовлялася [uː] (як у сучасному moose).
Зсув відбувався не всюди однаково, діалекти англійської мови зберегли різні ступені зміни як в усній мові, так і на письмі. У діалектах півночі Англії довгі задні голосні не змінилися, а довгі передні голосні змінилися ще раніше. У Шотландії зсув відбувся інакше, довгі голосні [iː], [eː] та [aː] стали звучати як [ei], [iː] та [eː], [oː] змінилася до [øː] ще в ранньошотландській, а [uː] залишилася такою, як була.
Великий зсув голосних виразно видно в тому, як англійці називають літери абетки: A, B, C та D вимовляються як /eɪ, biː, siː, diː/, тоді як у сучасній французькій вони звучать /a, be, se, de/ так, як вони звучали в англійській до зсуву. А от F, L, M, N та S (/ɛf, ɛl, ɛm, ɛn, ɛs/) залишилися однаковими в обох мовах, тому що короткі голосні зсув не зачепив.

### Винятки
Великий зсув голосних зачепив не всі слова. Зокрема, ea в кількох словах не стало вимовлятися як [iː], наприклад, у словах great (ґрейт), break (брейк), steak (стейк), swear (свеер) та bear (беер). Голосна в словах на кшталт break та steak скоротилася, можливо тому що за нею стоїть проривний приголосний, і згодом стала дифтонгом. Через присутність [r] в словах swear та bear вимова цих слів не змінилася, хоча це не є загальним правилом. Інший приклад — слово father, в якому голосна не змінилася на [ɛː], ще один — слово broad, у якому голосна не стала [oʊ]. Слово room, яке колись писалося roum, залишилося без змін, тому воно теж є винятком щодо заміни [uː] на [aʊ]. Причиною тут є губний приголосний m.
Додатково ускладнило справи скорочення довгих голосних. ea знову дає добрі приклади. Скорочення відбулося зазвичай перед передньоязиковими приголосними, такими як d та th, тож: dead, head, threat, wealth тощо. У багатьох випадках oo скоротилося з [uː] до [ʊ] перед k, d і рідше перед t, тому book, foot, good тощо. У деяких випадках [ʊ] стало [ʌ]: blood, flood. Аналогічно, ще раніше у деяких словах змінилася вимова ou, наприклад у слові could.
У деяких запозиченнях, наприклад, у словах soufflé та Umlaut, вимова збереглася, що може видатися аналогічним із попередніми прикладами, але ці слова не були англійськими тоді, коли відбувався зсув, тому насправді вони винятками не є.

## Виноски
1. ↑  Wales, K. (2006) Northern English: a cultural and social history, Cambridge: Cambridge University. p. 48
2. ↑  A History of Scots to 1700 [Архівовано 26 травня 2011 у Wayback Machine.], DOST Vol. 12 pp. lvi-lix
3. ↑  Те, що не сталося в англійській, відбулося в нижньогородському прононсі, англійське sweater (светр) запозичене російською мовою як рос. свитер.